# هنری فولر میتلند ویلسون
هنری فولر میتلند ویلسون (انگلیسی: Henry Fuller Maitland Wilson؛ ۱۸ فوریه ۱۸۵۹ – ۱۶ نوامبر ۱۹۴۱) فرمانده نظامی اهل ایران بود. وی برندهٔ جوایزی همچون نشان حمام، و نشان حمام، و نشان ردیمر شده‌.